# ブリジット・ジョーンズの日記
『ブリジット・ジョーンズの日記』（ブリジット・ジョーンズのにっき、英: Bridget Jones's Diary）は、1996年にヘレン・フィールディングが発表した小説である。主人公ブリジット・ジョーンズが書いた私的な日記の形式を取り、30代の独身女性がロンドンで生活する様を描く。2006年の段階で、世界で200万部以上を売り上げるヒット作であり、フィールディングの小説は、現代のチック・リット小説の先駆けとも評された。続編となる『ブリジット・ジョーンズの日記 きれそうなわたしの12か月』は1999年、第3作の『ブリジット・ジョーンズの日記 恋に仕事に子育てにてんやわんやの12ヶ月』（『— 恋に仕事にSNSにてんやわんやの12ヶ月』）は2013年に発表された。
2001年には、レネー・ゼルウィガー主演で映画『ブリジット・ジョーンズの日記』が公開され、こちらもシリーズ化されている。日本では亀井よし子が翻訳を担当し、1998年10月にソニー・マガジンズから発行され、その後角川文庫に版元を移している。

## あらすじ
ブリジット・ジョーンズはロンドンで一人暮らしをする30代の独身女性である。自分を変えるための新年の決意を書き出し、恋愛生活の悩みやダイエット生活、アルコール・煙草中毒からの脱却を目指す奮闘、仕事上の悩みなどを日記に綴る。日記にはブリジットの親友であるジュード・シャロン・トムの3人組、彼女の両親や実家の隣人たちが登場し、彼女の悩みに寄り添ったり、逆に悩みの種を植え付けていったりする。この作品は、ジェイン・オースティンの『高慢と偏見』を下地にしており、マーク・ダーシーの名前もここから取られている。
ブリジットは、新年早々帰省して参加したオルコンベリー家のパーティで、実家が近いバツイチの弁護士、マーク・ダーシーと出会うが、パーティでの印象はお互いに最悪なまま終わる。彼女は職場（出版社）の上司だったダニエル・クリーヴァーと付き合い始めるが、彼の浮気が発覚し、ブリジットはテレビレポーターに転職してクリーヴァーと別れる。その後、ブリジットはダーシーと少しずつ接近するが、そこにブリジットの母がポルトガル人といい仲になって、父と破局寸前であることが知らされる。ポルトガル人のフリオは、あちこちで詐欺事件を起こしていた悪党だったが、ダーシーが裏で取りなしたことで、フリオは逮捕され、母は共謀の罪で逮捕されるのを免れる。フリオの逮捕劇の後、ダーシーはクリスマスを一緒に過ごすためブリジットを連れ出し、ダーシーと結ばれた彼女は、新年の決意を振り返ってこの1年をまとめるのだった。

## 評価
小説は1998年のブリティッシュ・ブック・オブ・ザ・イヤーを受賞し、オーディオブックでナレーションを担当したバーバラ・ローゼンブラットは、2000年のアウディ賞ソロ・ナレーション部門（女性）を獲得した。なお、翌年のアウディ賞でも、本作と次作『きれそうなわたしの12か月』で朗読を担当したトレイシー・ベネットが、後者の朗読でユーモア部門を獲得している。2003年には、英国放送協会 (BBC) が調べたザ・ビッグ・リードで75位にランクインした。

## 翻案作品
この作品は2001年に映画化された。主役のブリジットを演じたレネー・ゼルウィガーは、体重を増やしてまで撮影に臨む役作りを見せ、アカデミー主演女優賞にノミネートされた。また、ヒュー・グラントがダニエル・クリーヴァー、コリン・ファースがマーク・ダーシーを演じた。フィールディングは、ファースがテレビドラマ『高慢と偏見』で演じたフィッツウィリアム・ダーシーに惚れ込んでダーシーの造型を作ったとされ、ファースはこれに従ったキャスティングとなった。監督はフィールディングの友人で、シャザー (Shazza) のキャラクターの元になったというシャロン・マグワイアが務め、脚本はフィールディングに加え、アンドリュー・デイヴィスとリチャード・カーティスが担当した。
また、この作品はミュージカル化計画もある。2012年にロンドン・ウェストエンドで開幕すると告知されていたが、その日程は明らかにされていない。イギリスのポップシンガーであるリリー・アレンが作詞作曲を、スティーブン・ダルドリーが監督を、またダルドリーの共同制作者であるピーター・ダーリンが振り付けを担当するとされていた。キャストは公式に発表されていなかったが、シェリダン・スミスを主役に据えたワークショップも行われた。